# 김해 대성동 고분군
김해 대성동 고분군(金海 大成洞 古墳群)는 대한민국 경상남도 김해시 대성동에 있는 고분군이다. 1991년 1월 9일 대한민국의 사적 제341호로 지정되었다.

## 개요
김해건설공업고등학교와 김해공설운동장 사이의 동서로 뻗은 구릉지대에 있는 가야의 무덤들이다. 길이 약 300m, 높이 20m정도의 구릉 지대로, 경사가 완만해 무덤이 있기에 매우 적합하다. 현재 구릉의 정상 일부분을 제외한 주변의 경사지는 밭으로 개간되어 있다.
발굴조사 결과 1∼5세기에 걸친 지배집단의 무덤 자리로 고인돌을 비롯하여 널무덤(토광묘), 덧널무덤(토광목곽묘), 굴식돌방무덤(횡혈식석실묘) 등 가야의 여러 형식의 무덤이 발견되었다. 구릉 주변 평지에는 1∼3세기 무덤이 밀집되어 있고, 구릉 정상부에는 4∼5세기 무덤이 밀집되어 있어, 삼한시대 구야국 단계에서 금관가야 시기까지의 무덤이 발견되고 있다.
덧널무덤은 나무판을 조립하여 널(관)을 만든 것으로, 이전에 통나무관을 이용하던 것에서 나무판널을 사용하는 시기로의 전환이 1세기경임을 보여준다. 유물로는 토기류와 철기류, 목류, 중국제 거울 등이 출토되었다.
한국 고대무덤 형식의 변화 과정을 보여주며, 중국제 거울이나 토기류에서 한·중·일의 문화교류 상황을 밝혀주고 있어 중요한 자료로 평가된다.
이 곳에서 발견된 유물들은 바로 인접한 대성동고분박물관에 보관 및 전시 중이다.

## 참고 자료
- 김해 대성동 고분군 - 국가유산청 국가유산포털